# Museo Arqueológico de Fráncfort
El Museo Arqueológico de Fráncfort (en alemán: Archäologische Museum Frankfurt) es un museo histórico y arqueológico de la ciudad de Fráncfort del Meno, Alemania. Está instalado en el emblemático antiguo monasterio carmelita, en la zona occidental de la ciudad.
La misión del museo es coleccionar, investigar y narrar la historia antigua de la ciudad de Fráncfort y sus alrededores. Sus exhibiciones permiten mejorar el entendimiento de las antiguas culturas de los etruscos, romanos, celtas, germanos, antiguos griegos y persas. Más allá de las exposiciones enfocadas en las épocas relevantes de la historia local, también cuenta con una exposición sobre el Oriente Próximo y una importante colección de antigüedades, siendo las más antiguas datadas de hace 200 000 años.

## Historia
El museo surgió a partir del departamento de arqueología del Museo de Historia de Fráncfort, declarado un instituto independiente en junio de 1937 – siendo, por tanto, su fecha de fundación. Inicialmente recibió el nombre de Museo de Prehistoria e Historia Temprana (Museum für Vor- und Frühgeschichte), característico en aquella época para museos regionales dedicados a esta temática. Tras cinco años en su original ubicación en el Monasterio Dominico de Fráncfort, el museo se vio obligado a cerrar en junio de 1942 debido a la Segunda Guerra Mundial. Algunas de sus colecciones pudieron ser salvadas tras ser reubicadas con antelación, pero gran parte de sus piezas y propiedades fueron víctimas de los bombardeos aéreos, incluida la biblioteca original, destruida en 1944.
Finalizada la guerra, el museo recuperó su relevancia y sus colecciones fueron restituidas, primero como parte del Museo de Historia (del cual se había separado originalmente), aunque manteniendo su independencia bajo la dirección del historiador alemán Heinrich Bingemer, quien dirigía las dos instituciones. En 1953 se mudó a una nueva ubicación, en el caserío de Holzhausenschlösschen, inaugurando una exposición propia titulada Arqueología de Fráncfort, el 30 de octubre de 1954.
Esta exposición se complementó en 1976 con una exposición permanente sobre la ciudad romana de Nida en el Deutschordenshaus, en el distrito francfortés de Sachsenhausen, y en 1977 con una exposición sobre las excavaciones del casco antiguo de la ciudad, en colaboración con el Museo de Historia (en cuyas salas estuvo instalada). Los numerosos trabajos de construcción en la región Rin-Meno en aquellos años tiempo, a la vez que los numerosos proyectos de excavación del propio museo, crearon la necesidad de una ubicación alternativa, más amplia y moderna que las instalaciones de Holzhausenschlösschen.
Bajo la dirección de Walter Meier-Arendt se construyó entre 1984 y 1988 el actual edificio del museo en el recinto del monasterio carmelita, obra del arquitecto Josef Paul Kleihues, que conecta en su extremo sur con el conjunto histórico del casco antiguo. A excepción de la exposición sobre las excavaciones en este lugar, que todavía se encuentra en el Museo de Historia de la ciudad, y de las instalaciones al aire libre gestionadas por el museo, todas sus colecciones y posesiones se almacenan y exhiben en este edificio.

## Colección y propiedades
Las colección del museo cuenta con hallazgos prehistóricos de Fráncfort y sus alrededores, exhibidos en la nave del monasterio que sirve como principal espacio museístico. Las exhibiciones que cubren el período desde el Paleolítico hasta la Edad del Hierro temprana. El nuevo edificio alberga una exposición sobre el Oriente Medio con piezas de la antigua Irán. La colección de antigüedades –también en el nuevo edificio– contiene obras de arte y objetos cotidianos de la Antigüedad clásica (grecorromana), desde el período micénico hasta los primeros días de la República romana.
También en la nave del monasterio se presenta la historia romana de Fráncfort, en particular la ciudad romana de Nida. Entre sus numerosos objetos se encuentran muchos monumentos de piedra, incluyendo un par de columnas de Júpiter, estelas y monumentos funerarios como la Tumba del Pintor, que contenía veintinueve botes de pintura además de otros objetos de cerámica. La era romana duró en la región de Fráncfort de 83 a 260 d. C. Los objetos de la exhibición, que datan desde la Alta Edad Media hasta el período carolingio, se exhiben en la Capilla de Santa Ana.
Las exposiciones temporales del museo se llevan a cabo en la nave de la catedral.
El Museo Arqueológico de Fráncfort también cuenta con propiedades adicionales, como un edificio en Heddernheim que alberga los célebres hornos de cerámica romana –especialmente diseñado para su protección–, un jardín arqueológico frente a la catedral y documentación de cinco bodegas del siglo XVIII del barrio judío de Fráncfort (ahora parte del Museo Judío de Fráncfort).